# Operation Husky
1940–1945: Luftangriffe auf Italien
1940: Angriff auf Tarent
1943: Operation Husky (Lehrgang) – Waffenstillstand von Cassibile – Invasion in Italien (Baytown, Avalanche, Slapstick) – Fall Achse – Schlacht um Ortona
1944: Schlachten am Monte Cassino – Operation Shingle – Gotenstellung – Schlacht von Monte Castello
1945: Frühjahrsoffensive
Operation Husky war die Codebezeichnung für die alliierte Invasion Siziliens ab der Nacht vom 9. auf den 10. Juli 1943. Sie war der eigentliche Beginn des „Italienfeldzuges“ (engl. Italian campaign) im Zweiten Weltkrieg.

## Die strategische Situation
Bis Anfang 1943 fehlte dem alliierten Oberkommando ein strategisches Gesamtkonzept, wie sich die in der ARCADIA-Konferenz festgelegte Strategie „Europe first“ umsetzen ließ. Klarheit bestand nur dahin gehend, dass Deutschland durch eine Landung auf dem europäischen Kontinent in die Knie gezwungen werden sollte. Das Unternehmen Roundup stieß sowohl bei den US-amerikanischen Planern als auch im britischen Generalstab auf Zustimmung. Allerdings zeigte sich nach dem April 1942 schnell, dass die alliierten Streitkräfte noch zu keiner Landung auf dem Kontinent – speziell in Frankreich – in der Lage waren. Eine am 19. August 1942 versuchte testweise Landung in Dieppe (Operation Jubilee, auch als Dieppe Raid bekannt) endete desaströs mit fast 1.200 Gefallenen (davon über 900 Kanadier); die Wehrmacht hatte weit weniger Verluste an Menschen und Material.
Vielmehr bestand durch die Offensiven der Wehrmacht im Afrikafeldzug und 1942 in der Sowjetunion die Gefahr einer Verschärfung der militärischen Lage – bis hin zum Ausscheiden der Sowjetunion aus dem Krieg. Die Alliierten konnten nur auf die Aktionen der Wehrmacht reagieren und entschieden sich in dieser Situation im Juli 1942 für eine Landung in Nordafrika – die Operation Torch.
Ende 1942 bzw. zu Beginn des Jahres 1943 änderte sich die Situation für die Alliierten grundlegend. Durch den Erfolg der britischen 8. Armee bei El Alamein und deren folgenden Vorstoß im Tunesienfeldzug, unterstützt von der westalliierten Landung in Marokko und Algerien (Operation Torch), wendete sich das Blatt in Nordafrika. 
Gleichzeitig gelang der Roten Armee in der Schlacht von Stalingrad die Einschließung und Vernichtung der 6. Armee. Allmählich geriet die Wehrmacht in die Defensive. Damit stellte sich den Vereinigten Stabschefs die Frage, welche Strategie sie wählen sollten.
Für die USA stand fest, dass nach dem Abschluss der Aktionen in Tunesien die Landung auf dem Kontinent wieder in den Mittelpunkt rücken sollte; die Operation Torch wurde als eher kleine Abweichung vom eigentlichen Kriegsziel angesehen. Großbritannien wollte allerdings den Feldzug im Mittelmeer fortsetzen. Für Winston Churchill bzw. die britische Armeeführung war eine Fortführung des Krieges durch Operationen gegen Italien oder Südfrankreich denkbar. Als mögliche Ziele galten unter anderem Sardinien (Codename BRIMSTONE) und Sizilien (Codename HUSKY). 
Auch Vorstöße in Richtung Balkan wurden erwogen. 

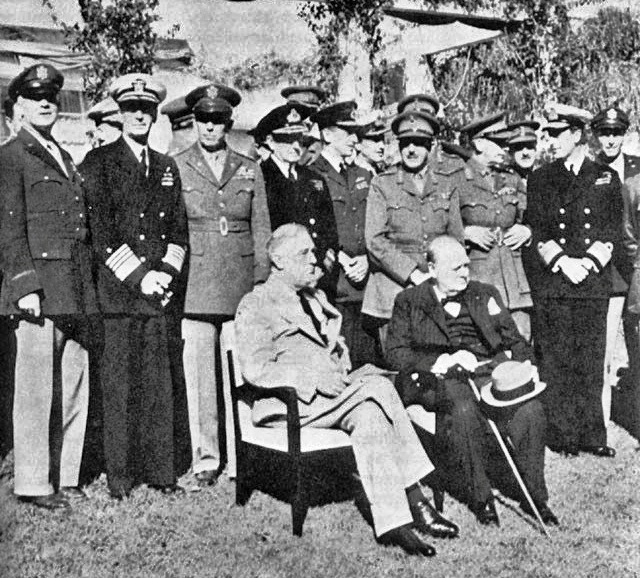
Die Teilnehmer der Konferenz in Casablanca. Im Vordergrund Churchill und Roosevelt, dahinter alliierte Stabschefs (unter anderem General Arnold und General Marshall)

In diesem Klima traf die militärische Führung der Westalliierten im Januar 1943 in der Casablanca-Konferenz aufeinander. Obwohl sich US-Stabschef George Marshall vehement für die Fortführung der Operation ROUNDUP – wenn auch in modifizierter Form – einsetzte und die Position der Briten als Verschwendung von Ressourcen ansah, konnte sich die US-amerikanische Haltung letztlich nicht durchsetzen. Ein Grund war der immer noch andauernde Feldzug in Nordafrika. Eigentlich hatte man im alliierten Oberkommando darauf gesetzt, dass Tunesien zum Jahreswechsel 1942/1943 vollständig besetzt wäre – und die Truppen für Aktionen in Europa zur Verfügung standen. Stattdessen zogen sich die Kämpfe hin und es war klar, dass die Truppen für andere Operationen im Sommer 1943 nicht bereitstehen würden. Somit war eine Invasion Europas von Großbritannien aus zum geplanten Zeitpunkt unmöglich.
Vor diesem Hintergrund musste nach der Eroberung Tunesiens ein Ziel festgelegt werden. Eine Fortsetzung der Operationen im Mittelmeerraum erschien aus Sicht der britischen Führung logisch. Churchill setzte nicht einfach nur auf eine Schwächung der Achsenmächte. Weitere Angriffe gegen Italien könnten nicht nur zu dessen Ausscheiden aus der Achse Berlin-Rom führen. Bereits während der Operationen in Nordafrika war die deutsche Verteidigung Südfrankreichs gestärkt worden (Unternehmen Anton am 11. November 1942), was die Verteidigung entlang der Atlantikküste schwächte. Für den Fall, dass die Westalliierten eine Mittelmeerinsel oder gar das italienische Festland angriffen, war mit einem noch größeren Materialeinsatz der Wehrmacht zu rechnen. Zur Auswahl standen für weitere Operationen (neben Sizilien und Sardinien) Korsika, Kreta und der Balkan. Aufgrund verschiedener Vorzüge und logistischer Sachzwänge entschieden sich die Westalliierten am 18. Januar 1943 für die Operation HUSKY – eine Invasion Siziliens.
Dafür sprach unter anderem, dass Truppen nach Abschluss der Eroberung Tunesiens bereits in unmittelbarer Nähe der Insel zur Verfügung standen. Mit einer Operation im Mittelmeer in Richtung Sizilien würde man erreichen, dass die zur Verlegung der Truppen notwendige Transportkapazität leichter zu beschaffen wäre. Zudem hätte eine Besetzung Siziliens den Alliierten die direkte Verbindung zwischen dem Sueskanal und der Straße von Gibraltar geöffnet – was zu einer deutlichen Verkürzung der Schifffahrtswege führen würde. Bis dahin musste der westalliierte Schiffsverkehr aus dem Pazifik oder Indien – oder in die entgegengesetzte Richtung – den Umweg um das Kap der guten Hoffnung nehmen, weil Deutschland und Italien von sizilianischen Flugfeldern aus die Schifffahrt im südlichen Mittelmeer kontrollieren konnten.
Für Sizilien als nächsten Schritt sprach zudem die Hoffnung, eine Landung auf italienischem Boden würde die Stimmung im faschistischen Italien soweit beeinflussen, dass Italien aus der Achse ausschied. Die alliierte Armeeführung ging für diesen Fall von einer Intervention der Wehrmacht in Italien aus, was den Druck an anderen Frontabschnitten deutlich verringern konnte. In welche Richtung sich die Strategie der Westalliierten weiterentwickeln sollte, ließen die Vereinigten Stabschefs auch nach ihrer Entscheidung für die Landung auf Sizilien offen.
Mit der Schlacht um Stalingrad hatte die Rote Armee bewiesen, dass sie nun auch aktiv erfolgreich gegen die Deutsche Wehrmacht vorgehen konnte. Die sowjetische Rüstungsindustrie hatte sich auf Kriegsproduktion umgestellt und lieferte gewaltige Mengen an modernen Rüstungsgütern. Mit dem Leih- und Pachtgesetz wurden nun, da die Transportwege entsprechend auf- und ausgebaut waren, zusätzliche Rüstungsgüter in großen Mengen in die Sowjetunion geliefert. Ein Sieg der Roten Armee galt inzwischen als sicher; Großbritannien und die USA mussten sich deshalb Gedanken über die Nachkriegsordnung machen. Eine Landung auf dem Balkan hätte diese Länder dem Einfluss der Sowjetunion entzogen; die Westalliierten waren dazu aber noch nicht in der Lage. Erst mussten die Transportwege durch das Mittelmeer gesichert werden und dies sprach für eine Landung auf Sizilien und in Süditalien.

## Planung
Obwohl Sizilien und Tunesien nur 160 Kilometer trennen, waren die Schwierigkeiten von Beginn an erheblich. Eines der Hauptprobleme war die Sicherstellung des Nachschubs, nicht die Anlandung der ersten Welle. Ein direkter Angriff auf einen Hafen von einer Größenordnung wie Catania oder Messina fiel wegen der starken Küstenbefestigungen aus. Damit mussten die Landungsstrände so ausgewählt werden, dass mit möglichst wenig Gegenwehr durch die Verteidiger zu rechnen war, Häfen gleichzeitig relativ leicht zu erreichen waren.
Ein weiteres Kernproblem bestand im Aufbau einer Führungsstruktur für die beteiligten Truppen, die aus Streitkräften der Vereinigten Staaten, Großbritanniens und Kanadas bestanden. Commander-in-Chief wurde General Dwight D. Eisenhower, zu dessen Stellvertreter (Deputy C-in-C) berief man Harold R. L. G. Alexander, der gleichzeitig das Kommando über die Bodentruppen erhielt. Das Kommando über die beteiligten Marinestreitkräfte übergab man Andrew B. Cunningham, während Air Chief Marshal Arthur Tedder das Kommando über die alliierten Luftstreitkräfte führte. Mit der Operation HUSKY legten die Westalliierten den Grundstein für das später gut funktionierende Kommandosystem – bestehend aus unabhängigen Planungskomitees für die einzelnen Teilstreitkräfte. Im Zuge der Vorbereitungen für die Landung auf Sizilien zeigten sich allerdings deutlich dessen Schwächen.
Die ersten Planungsschritte für die Operation HUSKY begannen bereits Ende Januar 1943 – mit der Gründung der Task Force 141 in Algier. Diese Bezeichnung erhielt der zuständige Planungsstab, aus dem später die 15. Armeegruppe hervorgehen sollte. Mit den strategischen Planungen beauftragt, entwickelte die TF 141 zuerst einen Plan, der vom späteren Ergebnis deutlich abwich. Die Eastern Task Force (hauptsächlich aus britischen Streitkräften bestehend), sollte im Osten der Insel bei Syrakus und Gela landen. Die Western Task Force erhielt Palermo bzw. den Südwesten Siziliens als Angriffsziel. Diese Aufteilung der Invasionsstreitkräfte sollte die Kräfte der Verteidiger binden und konzentrierte Angriffe auf die Invasionstruppen verhindern. Ein Fokus der Planer lag dabei auf dem Südosten Siziliens rund um Syrakus und den Flugfeldern nahe Gela. In den ursprünglich entworfenen Plänen sollten an den Landungen im Südosten der Insel drei britische Divisionen und eine US-Division beteiligt sein. Zwei Tage nach dieser Landung waren weitere Operationen gegen Palermo geplant.
Der später umgesetzte Operationsplan, basierte vor allem auf der Intervention Bernard L. Montgomerys. Ab dem 13. März 1943 begann dieser aktiv in die Planungen zur Operation HUSKY einzugreifen – unter anderem durch die Forderung, der östlichen Landungstruppe größere Kontingente an Truppen und Material zur Verfügung zu stellen. Angeregt wurde eine Schwächung des auf Gela gerichteten Landekopfs. Allerdings bestand Arthur Tedder auf einer Einnahme der Flugfelder, um die alliierten Streitkräfte früh aus der Luft unterstützen zu können. Ein weiteres Problem entstand durch die begrenzten Transportkapazitäten. Die Verstärkung der für den Südosten geplanten Operation hätte die gegen Palermo gerichtete Landung der US-Streitkräfte nicht nur geschwächt. Es wäre auch zu Störungen des Zeitplans gekommen.
Ein Grund für die Ablehnung des ursprünglichen Operationsplans durch den Kommandierenden der 8. Armee war die in seinen Augen falsche Einschätzung der Verteidigung Siziliens. Montgomery ging davon aus, dass Italiener und Wehrmacht den Angreifern heftigen Widerstand entgegensetzen würden. Aufgrund seiner Annahme regte Montgomery Änderungen an und legte eigene Pläne für die Invasion vor. Ein Schritt, den viele Beteiligten kritisierten – unter anderem Admiral Andrew Cunningham und Arthur Tedder.
Einige Beteiligte reagierten erleichtert. Bislang verliefen die Planungen zur Operation HUSKY alles andere als reibungslos. Gerade das Chaos und die Zurückhaltung der Oberbefehlshaber wurde immer mehr zum Problem. Ein Grund hierfür bestand in der Tatsache, dass die militärische Führung der einzelnen Planungsstäbe – wie beispielsweise General Harold Alexander – noch bis ins Frühjahr 1943 mit den Kämpfen in Tunesien beschäftigt war. Damit fehlte den Planungsstellen die nötige Führungsautorität. Die bereits für Juni 1943 geplante Landung musste auf den Juli 1943 verschoben werden.
Gerade die Befehlshaber der Luft- und Marinestreitkräfte beharrten im Streit mit Montgomery auf ihren Standpunkten. Air Chief Marshal Arthur Tedder machte Ende April mit Nachdruck deutlich, dass eine wirkungsvolle Luftunterstützung nur durch die Einnahme der Flugfelder im Raum Gela möglich sei. Und Admiral Cunningham unterstrich die drohenden Gefahren, welche die Konzentration so vieler Schiffe auf engem Raum bedeutete. Anfang Mai 1943 gelang den Beteiligten schließlich endlich der Durchbruch im Streit um die Operationsplanung. Die Landung bei Palermo wurde gestrichen. Stattdessen sah der neue Plan eine Landung der US-Streitkräfte im Raum Gela – Licata vor. Hier sollten die Truppen unter George S. Patton Ponte Olivo und Biscati einnehmen sowie die Hafenstadt Licata sichern. Aus Sicht von General Patton eine Aufgabe, die in erster Linie darin bestand, die Flanke der 8. Armee zu sichern – und die US-Streitkräfte zu Statisten in der zweiten Reihe machte.
Der Operationsplan für die Landung auf Sizilien sah insgesamt fünf Phasen vor:
- Vorbereitungen der Luft- und Marinestreitkräfte, um die Herrschaft zu Luft und zur See zu sichern
- Luftlandungen in der Nacht zum 10. Juli 1943, Landungen der Bodentruppen vor Sonnenaufgang (Einnahme der Flugfelder sowie der Häfen Syrakus und Licata)
- Errichtung eines sicheren Landekopfs
- Eroberung der Städte Augusta und Catania
- Einnahme der gesamten Insel

Zur Erfüllung diese Operationsplans sollte die 8. Armee unter Montgomery im Raum Syrakus/Pozzallo, bestehend aus dem XIII. Korps, dem XXX. Korps und der 231. Infanterie-Brigade, in den Morgenstunden des 10. Juli 1943 landen. Unterstützung erhielt die britische 8. Armee durch die 1. Luftlande-Brigade, die Brücken einnehmen und den Feind stören sollte. Nach der Sicherung des Landekopfes sollte das XIII. Korps mit dem Vormarsch in Richtung Catania beginnen. Für das XXX. Korps war ein Vormarsch nach Nordwesten vorgesehen, das Fühlung mit der 7. US-Armee aufnehmen sollte.
Die US-Streitkräfte sollten im Golf von Gela landen und ihre Angriffe gegen Gela sowie Scoglitti, die Flugfelder von Ponte Olivo, Biscari und Comiso bzw. die Stadt Licata richten. Anschließend war für die 7. Armee lediglich eine Deckung der Flanke Montgomerys vorgesehen. Patton standen nur drei Divisionen zur Verfügung, die durch Einheiten der Ranger und 82nd Airborne Division ergänzt wurden. Dabei übernahmen die 1st Infantry Division und die 45th Infantry Division als II Corps den Vormarsch Richtung Gela/Scoglitti, während die 3rd Infantry Division im Raum Licata an Land gehen sollte.

## Beteiligte Streitkräfte
An der Invasion von Sizilien trugen fünf Staaten die Hauptlast der Kämpfe: Auf Seiten der angreifenden Alliierten standen Großbritannien, Kanada und die USA den Verteidigern der Insel, bestehend aus italienischen Verbänden und Teilen der Wehrmacht, gegenüber.
Die anglo-amerikanischen Verbände bildeten zusammen die 15. Army Group, die nach dem Abschluss der Operation in veränderter Zusammensetzung die Aufgabe der Eroberung Italiens übernahm. Zum Zeitpunkt der Operation Husky bestand die Armeegruppe aus der 7. US-Armee und der britischen 8. Armee. Der 8. Armee unter Bernard L. Montgomery wurden für die Landung südlich Syrakus das XIII. Korps und XXX. Korps unterstellt. Den US-Verbänden unter der Führung von George S. Patton unterstand ursprünglich nur ein Armeekorps. Durch eine Reorganisation seiner Streitkräfte verfügte Patton ab Mitte Juli 1943 aber über zwei Korps – das II. US-Korps und das US Provisional Corps. Darüber hinaus verfügten beide Armeen über diverse Reserve- und Unterstützungseinheiten wie Kommandotruppen, Panzerjagdverbände und Artillerieeinheiten.
Die auf Sizilien stationierten Streitkräfte der Achsenmächte bestanden aus einer Mischung kampfstarker und erfahrener Verbände und Einheiten mit zweifelhaftem Kampfwert. Den Kern der kampfstarken Verbände bildeten zwei deutsche Verbände – die 15. Panzergrenadier-Division und die Panzer-Division „Hermann Göring“. Als deutlich schwächer waren die in Sizilien stationierten Küstendivisionen einzuschätzen. Zum Schutz der Küstenlandstriche vor Landeoperationen aufgestellt, rekrutierte sich deren Mannschaftsbestand aus der älteren Bevölkerung und aus dem Ruhestand reaktivierten Armeeangehörigen.
Alliierte Streitkräfte:
- Allied Force Headquarters (AFHQ; General Dwight D. Eisenhower)
  - 15th Army Group (General Harold Alexander)
    - 7. US-Armee (Lieutenant General George S. Patton)
      - II Corps (Lieutenant General Omar N. Bradley; bestand bis zur Reorganisation aus der 1. und 45. US-Infanterie-Division)
        - 1st Infantry Division (Major General Terry de la Mesa Allen; am 7. August 1943 nach der Schlacht um Troina durch Major General Clarence R. Huebner abgelöst)
        - 9th Infantry Division (Major General Manton S. Eddy)
        - 45th Infantry Division (Major General Troy H. Middleton)

      - US Provisional Corps (Major General Geoffrey Keyes)
        - 2nd Armored Division (Major General Hugh J. Gaffey)
        - 3rd Infantry Division (Major General Lucian K. Truscott)
        - 82nd Airborne Division (Major General Matthew B. Ridgway)

    - britische 8. Armee (General Bernard Montgomery)
      - 1st Airborne Division (Major General George F. Hopkinson; nicht als Verband eingesetzt)
      - XIII Corps (Lieutenant General Miles Dempsey)
        - 5th Infantry Division (Major General Horatio Berney-Ficklin; ab 3. August 1943 Major General Gerard Bucknall)
        - 50th (Northumbrian) Infantry Division (Major General Sidney Kirkman)
        - 78th Infantry Division (Major General Vyvyan Evelegh, Reserve der 8. Armee)

      - XXX Corps (Lieutenant General Oliver Leese)
        - Canadian 1st Infantry Division (Major General Guy Simonds)
        - 51st (Highland) Infantry Division (Major General Douglas Wimberley)
        - 231st Infantry Brigade Group (Brigadier Robert Urquhart)

Streitkräfte der Achsenmächte:
- italienische Marinestreitkräfte auf Sizilien (Ammiraglio di squadra Pietro Barone)
- italienische 6. Armee (Generale d’Armata Alfredo Guzzoni)
  - XII. Armeekorps (Generale di Corpo d’Armata Mario Arisio)
    - 26. Infanterie-Division „Assietta“ (Generale di Divisione Erberto Papini)
    - 28. Infanterie-Division „Aosta“ (Generale di Divisione Giacomo Romano)
    - 208. Küsten-Division (Generale di Divisione Giovanni Marciani)
    - 202. Küsten-Division (Generale di Brigata Gino Ficalbi)
    - 207. Küsten-Division (Generale di Divisione Ottorino Schreiber)

  - XVI. Armeekorps (Generale di Corpo d’Armata Carlo Rossi)
    - 54. Infanterie-Division „Napoli“ (Generale di Divisione Giulio Cesare Gotti Porcinari)
    - 4. Infanterie-Division „Livorno“ (Generale di Divisione Domenico Chirieleison; ursprünglich Armeereserve)
    - 213. Küsten-Division (Generale di Divisione Carlo Gotti)
    - 206. Küsten-Division (Generale di Divisione Achille d’Havet)
- XIV. Panzerkorps (Wehrmacht; Generaloberst Hans-Valentin Hube; bis 18. Juli 1943 unterstanden die 15. Panzergrenadier-Division und die Panzer-Division „Hermann Göring“ der italienischen 6. Armee)
  - 15. Panzergrenadier-Division (Generalmajor Eberhard Rodt)
  - Panzer-Division Hermann Göring (Generalleutnant Paul Conrath)
  - 29. Panzergrenadier-Division (Generalmajor Walter Fries)
  - 1. Fallschirmjäger-Division (Generalleutnant Richard Heidrich)

## Die Landungen

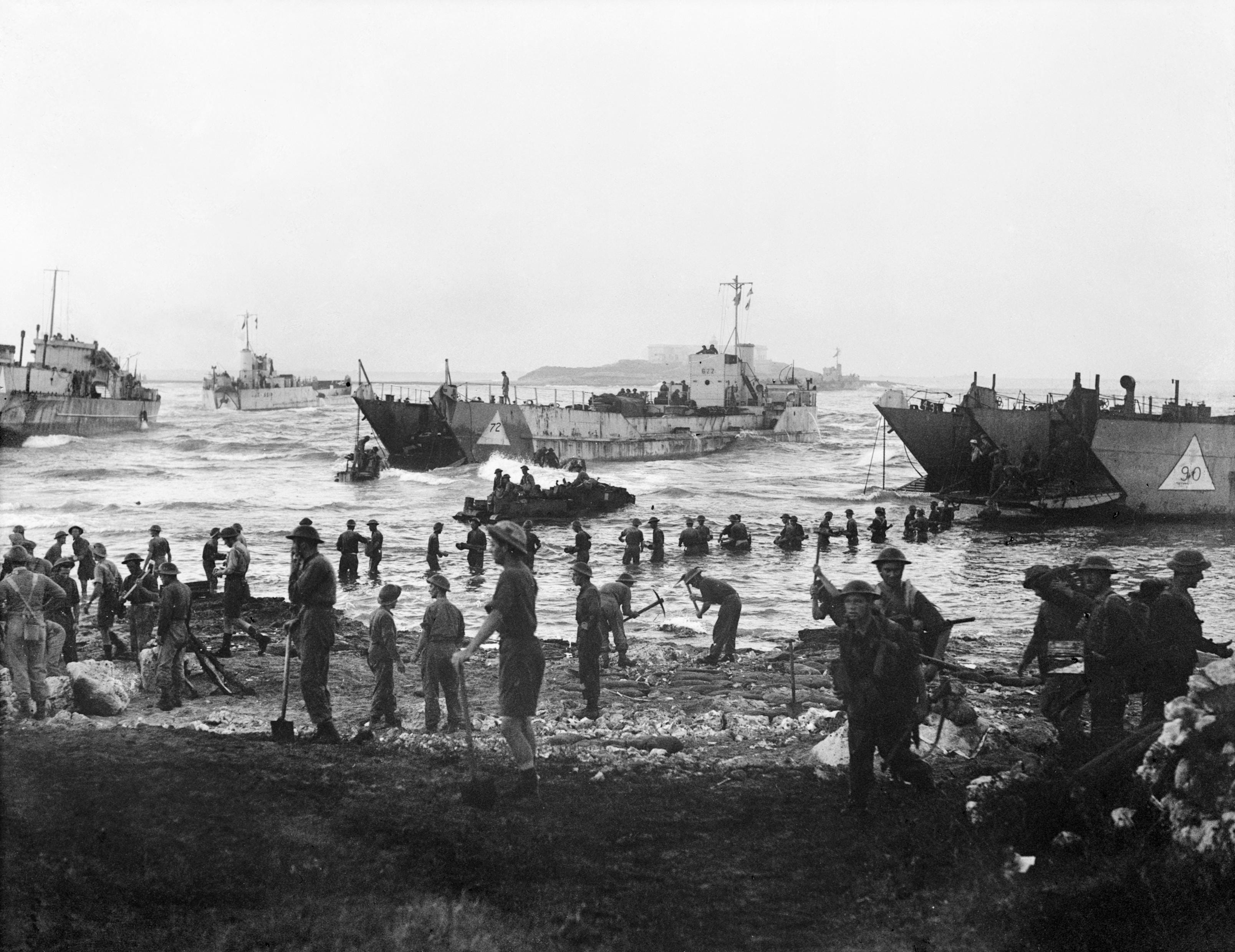
Britische Soldaten an einem der Landungsstrände auf Sizilien am 10. Juli 1943

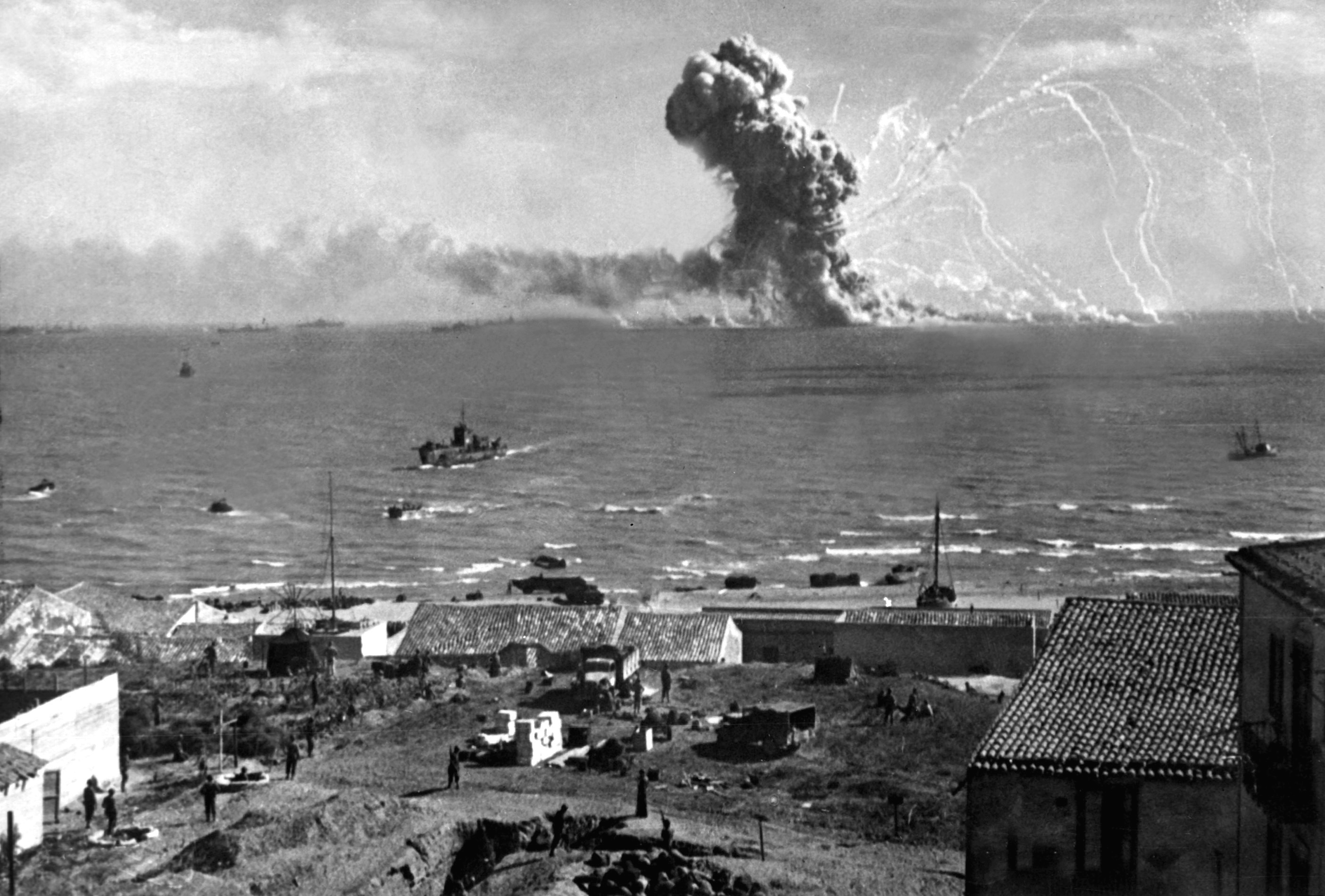
Ein US-amerikanisches Transportschiff explodiert vor Sizilien nach einem Luftangriff am 11. Juli 1943

Die Landungen fanden bei Sturm statt, was die Operation erheblich erschwerte, jedoch auch ein Überraschungselement bedeutete. Die britische Armee landete an der südöstlichen, die US-amerikanische an der südwestlichen Küste.
Vor dem eigentlichen Angriff auf Sizilien besetzten die Alliierten vom 11. bis zum 14. Juni 1943 die kleinen Inseln Pantelleria, Lampedusa, Lampione und Linosa.
Als erste Operation unmittelbar gegen Sizilien wurden in der Nacht vom 9. auf den 10. Juli Fallschirmjäger abgesetzt, jeweils zwei Einheiten auf britischer und auf US-amerikanischer Seite. Für die 82. US-Luftlandedivision war es der erste Einsatz. Die Flugzeuge konnten aufgrund des Sturms den Kurs nicht halten und wurden weit abgetrieben, so dass nur etwa die Hälfte der abgesetzten Einheiten den Sammelpunkt erreichte. Die Briten setzten Lastensegler ein, jedoch mit ähnlich geringem Erfolg: Nur zwölf der 144 Segler erreichten das Ziel, einige stürzten sogar ins Meer. Die dennoch abgesetzten Soldaten griffen Patrouillen an und erzeugten beim Gegner Verwirrung.
Die Invasionsflotte befand sich beim Start der Luftlandeeinheiten bereits auf See und war schon am 9. Juli um 16:30 Uhr von der Luftaufklärung der Achsenmächte gesichtet worden. Dennoch traf die Anlandung auf wenig Widerstand, zumal die Achsenmächte ihre geringe Zahl von Schiffen nicht gegen die weit überlegene alliierte Seestreitmacht einsetzen wollten. Um 2:45 Uhr am 10. Juli betraten die ersten US-amerikanischen, 90 Minuten später die ersten britischen Soldaten sizilianischen Boden. Die italienischen Truppen waren unzureichend ausgerüstet an der Küstenlinie stationiert und leisteten kaum Widerstand. Die Briten marschierten nahezu problemlos in den Hafen von Syrakus ein. Nur an der US-amerikanischen Landungsküste fand ein groß angelegter Gegenangriff statt. Am 11. Juli sandte Patton seine Reserve-Fallschirmjäger ins Gefecht, jedoch schien davon nicht jede Einheit informiert worden zu sein; kurz nach einem Luftangriff der Achsenmächte erschienen die alliierten Flugzeuge und wurden von den eigenen Bodentruppen für einen weiteren Luftangriff gehalten. 37 der 144 Maschinen wurden abgeschossen.
Die Invasionsstreitmacht bestand aus knapp 3000 schwimmenden Einheiten – darunter sechs Schlachtschiffe und zwei Flugzeugträger – sowie aus gut 2500 Flugzeugen. Mit dem Ende der ersten Anlandungsphase befanden sich rund 181.000 alliierte Soldaten mit 1800 Geschützen, 600 Panzern und 14.000 anderen Fahrzeugen auf der Insel. Die Alliierten setzten die Truppenverlegungen nach Sizilien fort, so dass Ende August rund 470.000 Soldaten auf der Insel angekommen waren.

## Der Landkampf
Die Pläne für den Kampf nach der Invasion waren nicht bis ins Detail ausgearbeitet worden. Jede Armee sollte ihre eigenen Ziele verfolgen, nur die Grenze zwischen den beiden Armeen war definiert. Der Fortschritt in den ersten zwei Tagen war aus alliierter Sicht überwältigend. So wurden Vizzini im Westen und Augusta im Osten eingenommen. Am 13. Juli meldete der deutsche Generalfeldmarschall Albert Kesselring nach Berlin, dass die italienischen Truppen versagt hätten. Die deutschen Truppen müssten den Kampf nahezu ohne Luftunterstützung alleine fortführen. Zugleich betonte er, dass er die Insel ohne massive Verstärkung nicht würde halten können.
Dennoch nahm der Widerstand im britischen Sektor nach den ersten Tagen der Invasion zu. Montgomery überzeugte Alexander, die Grenze zwischen den beiden Armeen zu verschieben, damit seine britische Armee den Widerstand umgehen und ihre Schlüsselrolle bei der Einnahme von Messina bewahren konnte, während die US-amerikanische Armee den Schutz und die Unterstützung ihrer Flanke übernahm. Patton jedoch erstrebte ein größeres Ziel für seine Armee und wagte den Versuch, Palermo einzunehmen. Während ein Aufklärungstrupp Agrigent einnahm, versuchte er Alexander zu überzeugen, seinen Vorstoß fortzusetzen. Alexander lehnte dies ab, sein entsprechender Befehl wurde jedoch angeblich bei der Übertragung verstümmelt, und als die Situation sich aufklärte, stand Patton bereits vor Palermo.
Unterdessen hatte Kesselring unentschlossen gehandelt. Zwar hatte er das Halten der Insel für unmöglich erklärt, einen Rückzug lehnte er aber trotzdem ab. Erst Ende Juli führte er im größeren Umfang Truppen vom Festland zu, erklärte aber zugleich, dass er mit der schnellen Verstärkung der Alliierten über die eroberten Häfen nicht Schritt halten könne. Als strategisches Ziel gab er an, den Nordosten der Insel so lange wie möglich zu halten und damit eine Invasion des italienischen Festlandes möglichst lange hinauszuzögern. Hitler gab zudem den Befehl, dass die Deutschen das Kommando über die verbleibenden italienischen Einheiten übernehmen und das italienische Kommando „ausschalten“ sollten. Als Folge dieses Vorgehens kam es zu Scharmützeln zwischen Italienern und Deutschen. Am 31. Juli übergab Guzzoni dennoch offiziell das Kommando über die Insel an den deutschen General Hans Hube.

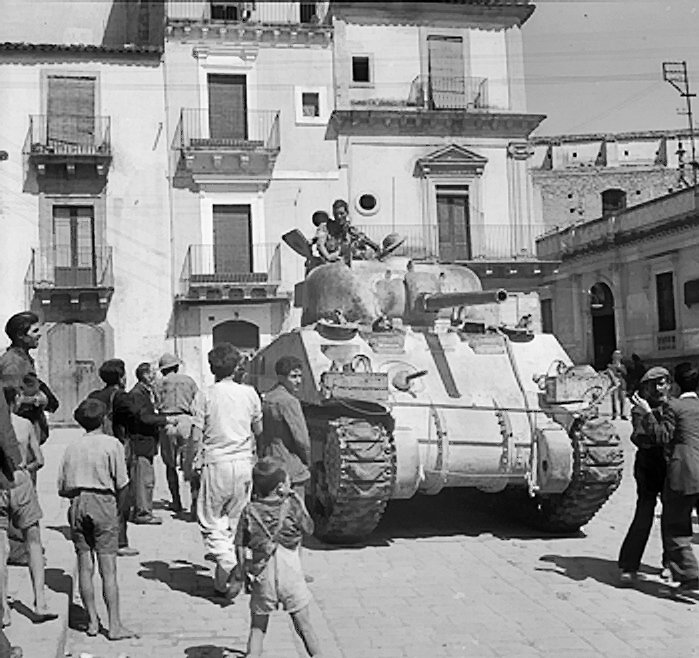
Britischer Sherman-Panzer in den Straßen von Francofonte. Deutsche Fallschirmjäger, die sich in diesem Ort verschanzt hatten, verzögerten den alliierten Vormarsch um zwei Tage.

Nachdem Palermo am 22. Juli eingenommen, damit ganz Westsizilien unter alliierter Kontrolle war und die britische Armee immer noch südlich von Messina festsaß, befahl Alexander einen Angriff von beiden Seiten auf die Stadt. Patton jedoch wollte Messina vor den Briten einnehmen. Er schrieb: „Das ist wie ein Pferderennen, in dem das Ansehen der US-Armee auf dem Spiel steht“. Entsprechend setzte er seinen Stoß nach Osten fort; dort traf er bald auf erheblichen Widerstand. Die Achsenmächte hatten um die Stadt herum einen starken Verteidigungsring angelegt, die „Ätna-Linie“, um den eingeschlossenen Truppen einen möglichst raschen Rückzug auf das Festland zu ermöglichen. Patton begann seinen Angriff auf die Front von Troina, allerdings war dies der Dreh- und Angelpunkt der deutschen Verteidigung und dementsprechend befestigt. Die Alliierten kamen nur noch langsam voran. Trotz weiterer amphibischer Anlandungen gelang es den Deutschen, ihre Truppen mit dem Unternehmen Lehrgang auf das Festland zurückzuverlegen. Die Deutschen konnten fast 40.000 Soldaten, gut 9000 Fahrzeuge, 27 Panzer und 94 Geschütze in Sicherheit bringen. Die Italiener retteten 62.000 Soldaten auf das Festland. Teile der 3. US-Infanteriedivision drangen Stunden nach dem Auslaufen des letzten deutschen Schiffs am 17. August in Messina ein. Damit hatte Patton das „Rennen“ gewonnen.

## Konsequenzen und Folgen
Auf der Seite der Achsenmächte wurden 4678 deutsche und 4325 italienische Soldaten getötet. 13.500 Deutsche und 32.500 Italiener wurden verwundet, 116.681 Italiener und 5532 Deutsche gefangen genommen. Die Italiener verzeichneten unmittelbar nach dem Ende der Kämpfe 40.655 Vermisste, die Deutschen 4583. Im Zusammenhang mit der Einnahme des Flugplatzes von Biscari kam es zum Massaker von Biscari, bei dem US-Truppen 76 Kriegsgefangene töteten. Auf US-amerikanischer Seite fielen 2811 Soldaten, 6544 wurden verwundet oder gerieten in Gefangenschaft. Die Briten verzeichneten 2721 Gefallene und 10.122 verwundete oder gefangene Soldaten. Für viele US-Einheiten war es der erste Kriegseinsatz. Rund 21.000 alliierte Soldaten erkrankten an Malaria, die damals oft tödlich war.
Die Operation Husky war die größte amphibische Operation im Zweiten Weltkrieg, was angelandete Truppen und Frontaufbau betrifft. Sie übertraf sogar die Landungen in der Normandie. Strategisch gesehen konnten die Alliierten alle ihre geplanten Ziele erreichen. Luft- und Seestreitkräfte der Achsenmächte wurden von Sizilien vertrieben und Seestraßen im Mittelmeer geöffnet.
Nach der Einnahme Palermos am 22. Juli erwirkte der Große Faschistische Rat am 25. Juli 1943 mit einfachem Mehrheitsbeschluss den Sturz Mussolinis. Mussolini wurde, als er seine Demission vom Amt des Ministerpräsidenten einreichen wollte, auf Befehl von König Viktor Emanuel III. verhaftet und an wechselnden Orten interniert, um eine eventuelle Befreiungsaktion zu erschweren. Inzwischen verhandelten ein von Marschall Pietro Badoglio beauftragter Gesandter (General Giuseppe Castellano) mit Amerikanern und Briten. Italien unterzeichnete am 3. September 1943 den Waffenstillstand von Cassibile; dieser wurde am 8. September 1943 öffentlich gemacht.
Daraufhin besetzten deutsche Truppen Italien („Fall Achse“).
Am 3. September 1943 landeten Truppen der britischen 8. Armee in Kalabrien und am 9. September Truppen der 5. US-Armee bei Salerno (→ Invasion in Italien).

## Teiloperationen
- Operation Mincemeat: Geheimdienstaktion, um das Augenmerk der Deutschen auf eine angebliche Invasion auf Sardinien oder Griechenland zu lenken. Dadurch sollten sie von der geplanten Landung auf Sizilien abgelenkt werden.
- Operation Underworld: Zusammenarbeit mit der sizilianischen und italoamerikanischen Mafia bei der Vorbereitung und Durchführung der Invasion.
- Operation Barclay: Täuschungsoperation, um das tatsächliche Datum der richtigen Invasion zu verschleiern.
- Operation Chestnut: Luftlandeoperation des 2nd Special Air Service-Regiment mit dem Ziel, Kommunikationseinrichtungen zu zerstören (12. Juli 1943)
- Operation Corkscrew: alliierte Invasion auf der italienischen Insel Pantelleria am 10. Juni 1943
- Operation Fustian: Luftlandeoperation an der Primosole-Brücke über den Simeto am 13. und 14. Juli 1943
- Operation Ladbroke: Gleiterlandung bei Syrakus am 9. Juli 1943
- Operation Narcissus: Kommandoeinsatz auf einem Leuchtturm in der Nähe der Landungszonen am 10. Juli 1943